# أورلاندو إيرلي
أورلاندو إيرلي (بالإنجليزية: Orlando Early)‏ هو مدرب كرة سلة أمريكي، ولد في 27 نوفمبر 1967 في لبنان في الولايات المتحدة.